# Pfarrhaus (Liebenstadt)
Das katholische Pfarrhaus in Liebenstadt, einem Ortsteil der Stadt Heideck im mittelfränkischen Landkreis Roth in Bayern, wurde vermutlich von Domenico Maria Salle (1727–1808), dem Landbaumeister des Hochstiftes Eichstätt aus dem südlichen, italienischsprachigen Graubünden, errichtet. Das Pfarrhaus, Liebenstadt 4, ist ein geschütztes Baudenkmal, welches sich in Privatbesitz befindet.
Es handelt sich um einen zweigeschossigen Sandsteinquaderbau mit Walmdach, der 1789 errichtet wurde. 1938 wurden die Fenster vergrößert, was aber bei der letzten Sanierung wieder rückgängig gemacht wurde. Daneben steht auch die Pfarrscheune, ein einstöckiger Fachwerkbau mit Satteldach, die mit dem Baujahr 1755 versehen ist. Das ehemalige Waschhaus ist ein einstöckiger verputzter Sandsteinquaderbau mit Walmdach, der vermutlich auch 1755 errichtet wurde. Auch die Einfassung straßenseitig steht unter Denkmalschutz.